# Giacomo Carboni
Pour les articles homonymes, voir Carboni.
Giacomo Carboni  (né le 29 avril 1889 à Reggio d'Émilie et mort à Rome le 2 décembre 1973  est un général agent secret et directeur du service des Informations militaires italien.
Il était le commandant du Corpo armata motocorazzato déployé autour de Rome dans les premiers jours de septembre 1943.

## Biographie
Giacomo Carboni est né à Reggio d'Émilie et s'est formé à l'Académie militaire de Modène où il est sorti avec le grade de sous-lieutenant. Ensuite, il a combattu dans la guerre de Libye.
Pendant la Première Guerre mondiale, il est officier des Alpini. 
En 1936-1937,  pendant la Seconde guerre italo-éthiopienne, il commande de le 81e régiment d'infanterie
En 1939, il est vice-commandant de la division Cacciatori delle Alpi.
De septembre 1939 à juin 1940, il est le chef du SIM, les services secrets militaires italiens et il écrit une série de rapports à Mussolini dans lequel il fait part d'insuffisance dans la préparation italienne à la guerre,,.
Carboni est démis de ses fonctions du SIM et est nommé commandant de l'Académie militaire de Modène.
Pendant une brève période, il assume le commandement du corps d'armée de la 20e Division Infanterie Frioul, ceci pendant l'occupation italienne de la Corse.
À la veille du 25 juillet 1943, le général Vittorio Ambrosio qui œuvre au renversement de Mussolini nomme Carboni chef du Corpo armata motocorazzato chargé de la défense de Rome contre les Allemands.
Entre le 2 juillet et le 8 septembre il est de nouveau nommé chef du SIM.
Dans la nuit du 7 septembre, il informe le général Maxwell D. Taylor son homologue américain de son impossibilité de défendre Rome contre les Allemands en raison de la faiblesse des forces italiennes.
Malgré le fait que les divisions sous son commandement soient les plus modernes et largement supérieures en nombre, dans la nuit du 8 septembre, elles ne neutralisent pas les forces allemandes et le matin du 9 septembre Carboni abandonne son poste de commandant du corps d'armée et essaye de rejoindre le groupe de dignitaires et responsables qui a quitté Rome pour le sud de l'Italie, avec de roi Victor-Emmanuel III d'Italie et Pietro Badoglio.
Dans les dernières heures du 9 septembre, il revient à Rome, mais son commandement est inefficace.
Après la libération de Rome, il est mis sous enquête pour son rôle dans l'échec de la défense de Rome, mais est finalement  acquitté.

## Publications
- L'armistizio e la difesa di Roma. Verità e menzogne, De Luigi, Rome 1945 ;
- Più che il dovere. Storia di una battaglia italiana 1937-1951, Danesi, Rome 1952 ;
- Memorie segrete 1935-1948, Parenti, Florence, 1955 ;
- Le verità di un generale distratto sull'8 settembre, Rome, 1966.

## Décorations

Cavaliere dell'Ordine di Vittorio Veneto
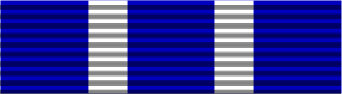
Croix de Guerre
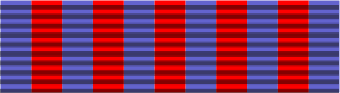
Médaille commémorative de la Campagne de Libye
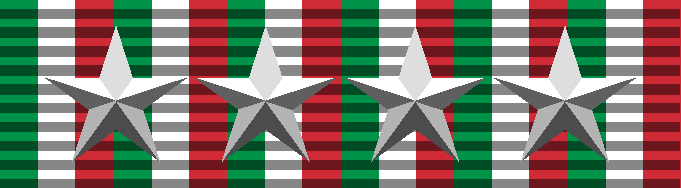
Médaille commémorative de la guerre italo-autrichienne 1915 – 1918 (4 ans de campagne)
Médaille commemorative de l'Unification de l'Italie
Médaille commemorative italienne de la Victoire